# Albert Zoer
Albert Zoer (Echten, 31 juli 1975) is een Nederlands springruiter woonachtig te Echten in Drenthe.
Zoer nam reeds met pony's aan wedstrijden deel toen hij nog maar zeven jaar was. Zijn vader heeft een stal met vele paarden, onder andere dekhengsten.

## Erelijst
- Op 6 november 2005 won Zoer op het concours hippique van Verona in Italië met zijn paard Okidoki de wereldbeker voor zijn naaste concurrenten de Italiaan Juan Carlos Garcia en de Zwitsers Steve Guerdat en Markus Fuchs. Door deze overwinning staat hij nu op de vierde plaats in de algemene rangschikking. Leider in dit klassement is Gerco Schröder.
- De dag ervoor wist hij met zijn andere paard Lincoln ook al de Grote Prijs van Verona te halen, voor zijn concurrent de Braziliaan Rodrigo Pessoa.
- Op 25 september 2005 wist hij tijdens de grand prix van de Linköping Horse Show in Zweden met zijn paard Okidoki ook al te winnen van Rodrigo Pessoa, zoon van de befaamde Nelson Pessoa.
- In maart 2005 behaalde hij op het 17e Indoor Tolbert 2005 (een 8-daags concours hippique) diverse eerste prijzen en werd hij de grote winnaar in de ZZ-finale. Hij reed daar met zijn paarden Twilight en Pavoni. Dat succes leverde hem onder andere een paardentrailer op.
- Op 6 mei 2006 behaalde hij met Lowina de tweede plaats in het Super League-toernooi in het Franse La Baule.
- Op 19 mei 2006, in de wedstrijden om de Grote Prijs van Aken op het CHIO aldaar, haalde hij met zijn paard Okidoki net niet de barrage door zijn enige springfout tijdens dit concours, waardoor hij met een negende plaats genoegen moest nemen.
- Op het CSI Twente op 16 juli 2006 behaalde hij een vijfde plaats. In augustus van dat jaar werd Zoer wereldkampioen met het nationale team op de vijfde Wereldruiterspelen te Aken, samen met Jeroen Dubbeldam, Gerco Schröder en Piet Raijmakers.
- Op 17 augustus 2007 werd de Nederlandse equipe springruiters in Mannheim Europees kampioen. Jeroen Dubbeldam, Vincent Voorn en Albert Zoer (als derde rijder) waren alle drie in de laatste manche foutloos, zodat de titel al binnen was voordat de vierde en laatste rijder Gerco Schröder in actie kwam. Duitsland eindigde als tweede, Groot-Brittannië als derde.
- Op 22 juni 2008 won hij op het CHIO van Rotterdam de Grote Prijs van Rotterdam met zijn paard Sam, een 9-jarige ruin.
- Begin juli 2008 won hij op het CHIO van Aken de Grote Prijs van Aken met zijn paard Sam. Enkele dagen later, tijdens een training op 8 juli 2008, liep hij een dubbele beenbreuk op,[1] waardoor zijn deelname aan de Olympische Zomerspelen 2008 in Peking onmogelijk was geworden. In zijn plaats werd Marc Houtzager geselecteerd.
- Op 17 januari 2009 won hij met zijn paard Sam het kampioenschap van Leipzig in een tijd van 39:95 s.
- In augustus 2009 won hij op Windsor bij het Europees kampioenschap met zijn paard Okidoki de bronzen medaille.